# Ciprian Andrei Marica
Ciprian Andrei Marica (nascut el 2 d'octubre del 1985 a Bucarest, Romania) és un jugador romanès de futbol. La seva carrera es va tenir entre 2001 i 2016, a equips romans, ucraïnesos, alemanys, espanyols i turcs.

## Palmarès
- Lliga romanesa de futbol: 2002, 2004 amb el Dinamo Bucureşti
- Copa romanesa de futbol: 2003, 2004 amb el Dinamo Bucureşti
- Copa ucraïnesa de futbol: 2004 amb el Xakhtar Donetsk
- Supercopa ucraïnesa de futbol: 2005 amb Xakhtar Donetsk
- Lliga ucraïnesa de futbol: 2005, 2006 amb el Xakhtar Donetsk